# Maciej Kononowicz
Maciej Kononowicz, né le 18 mars 1988 à Świebodzin, est un ancien footballeur polonais. Il occupait le poste d'attaquant.

## Carrière
- 2006-2007 :  Amica Wronki
- 2007-2010 :  Lech Poznań
- 2010 :  Chrobry Głogów
- 2011-2012 :  Czarni Zagan